# Village vacances Valcartier
 (mai 2025).
Si vous disposez d'ouvrages ou d'articles de référence ou si vous connaissez des sites web de qualité traitant du thème abordé ici, merci de compléter l'article en donnant les références utiles à sa vérifiabilité et en les liant à la section « Notes et références ».
Pour les articles homonymes, voir Valcartier.
Le Village vacances Valcartier est un complexe de loisirs québécois situé à Saint-Gabriel-de-Valcartier au nord de la ville de Québec. 
Auparavant, il était connu sous les noms de Glissades du Village suivi du Village des sports. Il a été fondé par Adrien Drouin et développé par son fils Guy Drouin.

## Historique

### 20e siècle

#### Années 1960 et 1970
- 1963

Adrien Drouin, le père de Guy Drouin, commence ses activités d'un Centre de glissades d'hiver. Des glissades sur luge en bois de type traîne sauvage.
- 1971

Guy Drouin dirige le Centre de glissades d'hiver en relève de son père. Pour l'hiver, il ajoute une nouveauté par des sentiers de patinage extérieur et une zone de pistes de ski de fond et de raquette sur neige. 
- 1972

Le championnat canadien de motocross et de véhicules tout terrain 4 X 4 a lieu sur ses terrains entre 1972 et 1978.
- 1978

Des sentiers de patinage sur roulettes et un parc de trampolines sont ajoutés pour l'été. Pour la saison hivernale, des glissades sur chambre à air font leurs débuts. 

#### Années 1980
- 1980

À l'été de 1980 commence les opérations du parc aquatique avec des glissades d'eau avec un lac artificiel. 
- 1981

Les glissades d'eau Dégringolades qui sont les premières glissades d'eau d'importance offertes aux visiteurs.
- 1982

Ajout des glissades d'eau Joyeuses cascades pour la saison de l'été de 1982.
- 1983

Un feu détruit le chalet principal. La construction du pavillon central débute et l'ouverture se fait le 25 décembre 1983.
- 1985

Pour l'été, inauguration des glissades Vertigineuses. Ces trois glissades peuvent être utilisées lors des saisons d'hiver et d'été.
- 1987

Deux nouvelles glissades sont ajoutées au parc aquatique au nom de L'Everest à l'été 1987. À leur inauguration, ces deux glissades étaient les plus hautes en Amérique du nord et peuvent être utilisées été comme hiver.
- 1988

Une piste de miniformule de karting est ajoutée au parc pour la saison d'hiver. À l'été est ajouté un maxigolf de 18 trous. De plus un amphithéâtre est mis en branle pour la présentation de spectacles de plongeons acrobatiques.
- 1989

Une piscine à vagues unique au Canada est ajouté au parc à l'été de 1989. 8 variété de vagues sont offertes et pouvant atteindre jusqu'à 1,4 mètre de hauteur. 

#### Années 1990
- 1990

Deux nouvelles glissades sur chambres à air doubles font leur arrivée au nom de Spirales.
- 1993

À l'été, introduction de l'Amazone, une rivière d'aventure tropicale d'une longueur de ½ km. Ce concept constitue une innovation dans le secteur des parcs aquatiques.
- 1994

Pour l'hiver, le Village des sports agrandit son site avec l'ajout du secteur de l'Avalanche. Ce secteur offre 10 nouvelles pentes ainsi que la nouveauté du rafting sur neige.
- 1995

Un investissement se chiffrant à 10 millions est effectué pour la construction d'une série de bâtiments comprenant un édifice d'accueil, une billetterie ainsi que des salles thématiques pour des groupes pouvant aller jusqu'à 550 personnes. Ceci comprend aussi un bar, des restaurants, une boutique et une arcade pour les jeux vidéo.
- 1997

Inauguration de La Tornade, à l'hiver, une piste permettant d'accueillir jusqu'à 8 personnes descendant dans une embarcation tourbillonnant jusqu'au bas de la pente. 
- 1998

À l'hiver, l'hôtel Le Saint-Gabriel, un hôtel champêtre situé à 500 mètres du Village Vacances Valcartier est acheté. Une signature d'une entente avec le Ranch El Toro permet d'offrir de l'équitation sur le site. À l'été est introduit un camping ultramoderne de 270 sites annexé au parc aquatique et offrant tous les services pour motorisés et tentes. Nouveau Monde Québec est acheté et donne naissance à la Division Aventure qui permet au Village Vacances Valcartier d'offrir des activités encadrées sur la rivière Jacques-Cartier dont le rafting, l'Aquabalade et la luge d'eau.
- 1999

Fin de l'utilisation du nom Village des sports. Une restructuration de l'entreprise incluant la nomination de quatre vice-présidents décide de l'abandon des quatre dénominations (Village des Sports, Village Aventure, Village Hébergement et Village Bel âge) pour Village Vacances Valcartier, qui englobe toutes les activités de l'entreprise. À l'été, le camping est agrandi à 355 sites.

### 21e siècle

#### Années 2000
- 2000

Village Vacances Valcartier vend l'Hôtel Le St-Gabriel.
- 2001

Une navette est mise en place, l'été, entre le camping et le parc aquatique sous le nom Express Big John. Un village indien est ajouté pour permettre l'hébergement en tipi sur le camping.
- 2002

Investissement de 1,4 million de dollars canadiens, à l'hiver, avec l'introduction de l'Himalaya, un secteur de glissades haute vitesse sur chambre à air avec quatre longues pentes escarpées à flanc de montagne. Ajout également de quatre nouvelles remontées mécaniques. La cafétéria  est rénovée et on ajoute un espace de type bistro européen.
À l'été, agrandissement du camping avec l'ajout de 295 nouveaux terrains portant le total à 650 sites, deux bâtiments de service et un centre de divertissement incluant une salle de cinéma et table de billard. Les activités d'équitation sont abandonnées par la Direction.
- 2003

Ajout de quatre nouvelles glissades à sensations fortes, à l'été, les Rock'n Roll, qui ont nécessité un investissement de 2,5 millions de dollars. 50 terrains sont ajoutés au camping portant le total à 700 sites de campement. À la Division Aventure, introduction d'un nouveau décor offrant une nouvelle ambiance avec l'ajout d'une aire de restauration, d'une terrasse extérieure et d'un terrain de volley-ball.
- 2004

Inauguration de la Cité des Donjons, à l'été, un complexe regroupant une thématique reliés aux monde des donjons dont des glissades obscures et surprenantes, une rivière ensorcelée, le tout dans un décor de l'époque médiévale par un investissement de 4,5 millions de dollars.
- 2005

Inauguration de la Ferme CocoRico, à l'été, une attraction thématique mettant en vedette les animaux de la ferme comprenant un bassin d'eau peu profond avec des petites glissades, des jets d'eau ainsi qu'une aire de repos pour la famille. 
- 2006

Inauguration du Repaire des Pirates, à l'été, une attraction thématique relié au monde de la piraterie pour toute la famille mettant en vedette un bateau de pirates avec voiles et cordages. Un univers composé d'un parcours sur des passerelles de bois à travers des arbres de grande stature, une immense cuve, 8 glissades d'eau et 66 jeux d'eau interactifs. Ce projet a demandé des investissements de trois millions de dollars canadiens.
- 2009

Le Village Vacances Valcartier implante la technologie  « Mon argent au bout du doigt », un mode de paiement qui permet de télécharger de l’argent sur le doigt et d’effectuer des achats sans avoir à conserver de l'argent liquide. Des investissements de plus d’un million de dollars sont faites pour l’acquisition d’un nouveau système de chauffe-eau et de bacs de récupération. Ces investissements représentent une initiative écologique significative et une volonté d’efforts en matière de développement durable.

#### Années 2010
- 2011

Inauguration de Turbo 6, à l'été, six nouvelles glissades haute vitesse allant à plus de 60 km/h. Cette attraction d’une hauteur de 24 mètres (80 pieds) se descend tête première sur un tapis. De  nouveaux terrains de volleyball de plage sont inaugurés, au nombre de trois, ainsi qu'un bar avec terrasse sont également aménagés. La Division Aventure devient Rafting Valcartier. 
- 2012

En 2012 a lieu l'inauguration du Mirage qui représente une sculpture d’un château de sable de 50 pieds de haut par plus de 200 pieds de longueur peut être aperçue dès l’entrée sur le site. Le château de sable s'inspire de la thématique exotique des déserts orientaux. Ce nouvel élément aquatique est situé à l’emplacement du château d’eau. Il compte 12 nouvelles glissades, plus de 40 jeux d’eau interactifs et une piscine chauffée. Cette attraction thématique a représenté des investissements de 5 millions de dollars. Le Château d’eau et de l’Île des jeux sont retirés du parc aquatique.
- 2013

Le Village Vacances Valcartier fête ses 50 ans de leur centre de jeux d'hiver. À l'hiver, accueil du 13 millionième visiteur du Village Vacances Valcartier. 
- 2015

Début de la construction du futur complexe récréotouristique incluant un hôtel 4 étoiles et un parc aquatique intérieur, une première au Québec.
Ce projet majeur pour l’industrie touristique, qui représente un investissement privé de 70 millions de dollars, compléter l’offre de divertissement du groupe Village Vacances Valcartier comprenant de l’hébergement à longueur d’année et des activités annuelles. L’ouverture du complexe est prévue pour le mois de décembre 2016.
- 2016

Le 28 novembre 2016 décède le fondateur du Village Vacances Valcartier, Guy Drouin. Un cancer foudroyant l'emporte quelques jours avant l'inauguration, le 3 décembre 2016, de son dernier projet du parc aquatique intérieur Bora Parc.

#### Années 2020
- 2022

Le 02 juin 2022, les enfants de Guy Drouin, propriétaires du Village vacances Valcartier, informe que l'entreprise et les terrains sont vendues à l'entreprise américaine EPR Properties. Le Village sera géré par la compagnie Premier Parks, une autre compagnie américaine spécialisée dans la gestion de parcs récreatifs.
Village Vacances Valcartier s'est vu recevoir 25 constats d'infractions, émis par la CNESST, à la suite du constat que plus d'une centaine de jeunes de moins de 14 ans y travaillaient sans autorisation parentale signée.

## Activités
Village vacances Valcartier possède notamment le plus grand centre de glissades sur neige en Amérique du Nord, un terrain de camping, un centre de rafting sur la rivière Jacques-Cartier ainsi que plusieurs bars et restaurants. Un vaste parc aquatique intérieur appelé Bora Parc a été mis en construction en 2015 et devrait ouvrir en décembre 2016. Un hôtel de 153 chambres fait aussi partie de ce projet.
Il emploie 60 personnes de façon permanente et génère 500 emplois saisonniers. Depuis sa création, le Village Vacances Valcartier a fait l'objet d'investissements totaux de plus de 50 millions de dollars. Il constitue une attraction récréo-touristique majeure pour la région de Québec et a remporté plusieurs prix dans le domaine touristique.
Sa porte-parole a été de 2002 à 2011 la plongeuse et médaillée olympique Annie Pelletier, et elle l'est de nouveau depuis 2016. Son slogan actuel est « Valcartier! Ça c't'une bonne idée! ».

### En été
Le parc aquatique a plus de 35 glissades d’eau chauffées, deux rivières thématiques et une piscine à vagues. Ces équipements nécessitent la surveillance de 85 sauveteurs qualifiés. 

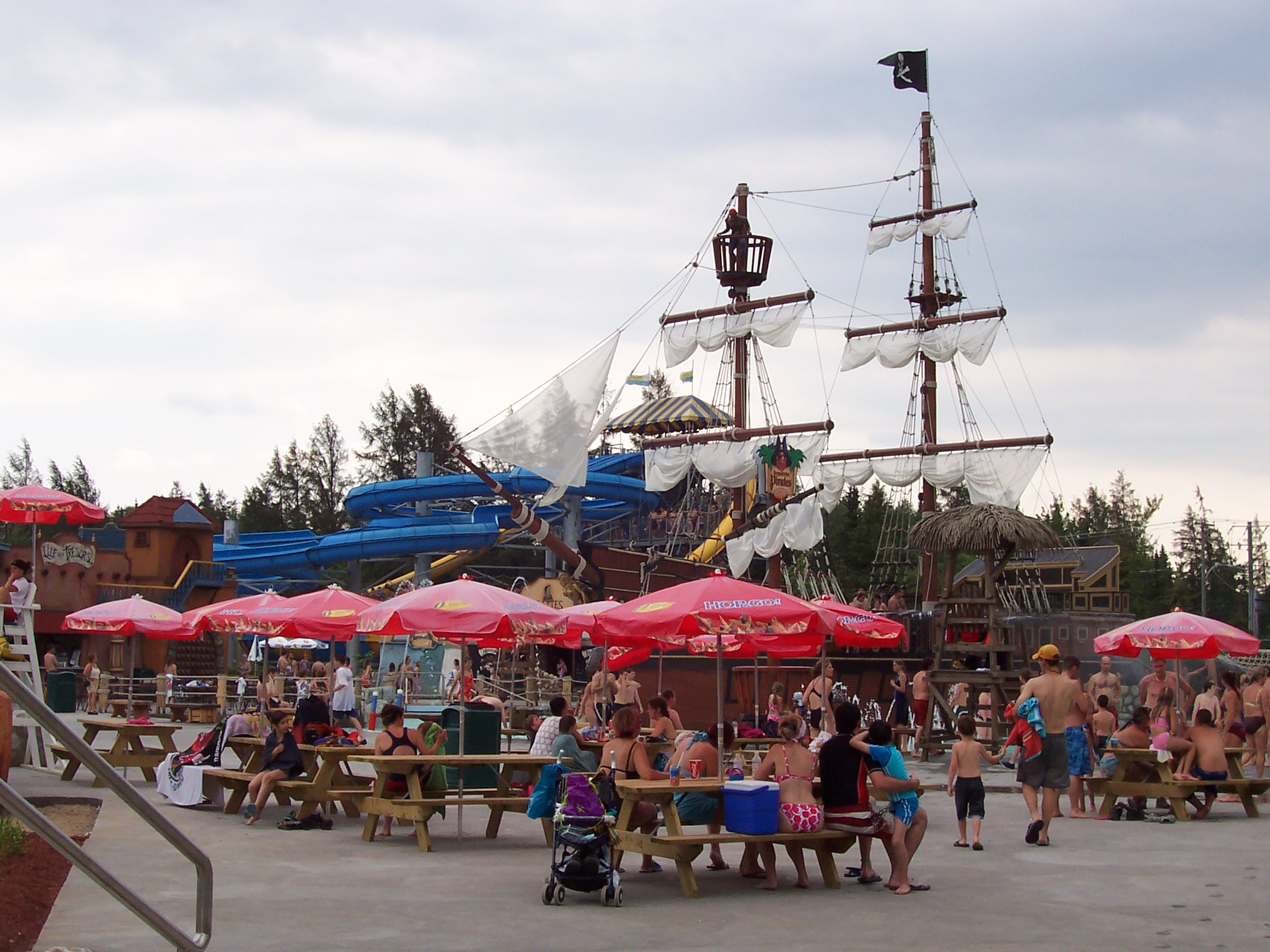
Une partie du Repaire des Pirates (été)

- Le Repaire des Pirates a été ouvert au public à l'été 2006. Cette  attraction thématique s'articule autour d'un bateau de pirates avec ses voiles et cordages. Parmi les activités comprises dans cette attraction, on compte un parcours exotique sur des passerelles à travers des arbres géants, une immense cuve, 8 glissades d’eau et 66 jeux d’eau interactifs (canons à eau, grenades d’eau et un geyser). Un casse-croûte, l’Île aux trésors, est attenant au Repaire des Pirates.

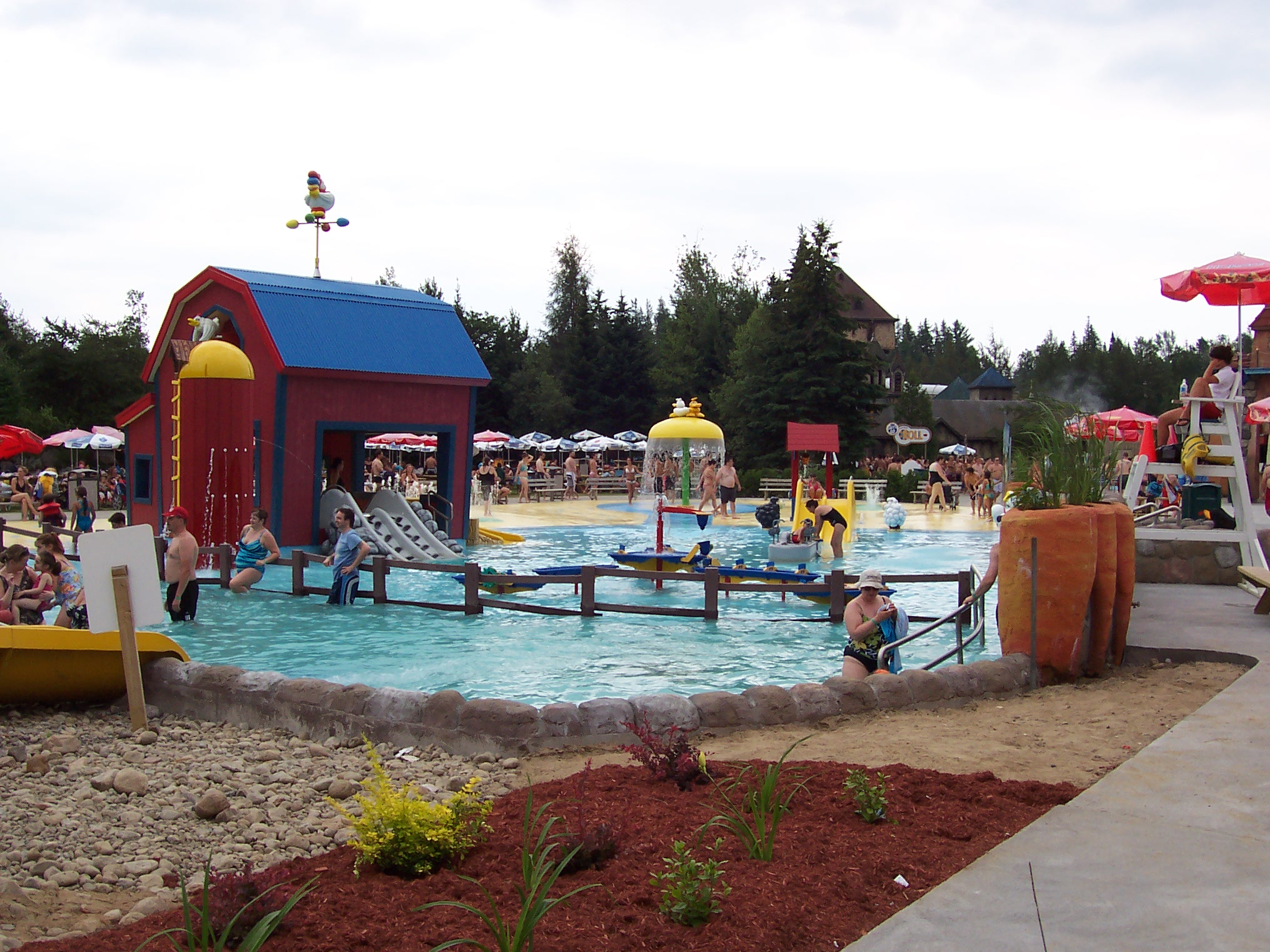
Une partie de la ferme Cocorico (été)

- Inaugurée à l'été 2005, la Ferme CocoRico a été conçue sous la thématique des animaux de la ferme et s'adresse aux enfants de 1 à 5 ans.  Elle comprend un bassin d’eau peu profond avec des mini-glissades, des jets d’eau et une aire de pique-nique gazonnée pour la famille.
- D'une longueur de 91.5 mètres, la piscine à vagues possède une variété de 4 vagues produites en alternance pouvant atteindre jusqu'à 1,5 mètre de hauteur. Elle représente 1.5 fois la grandeur d'une patinoire de la LNH[8].

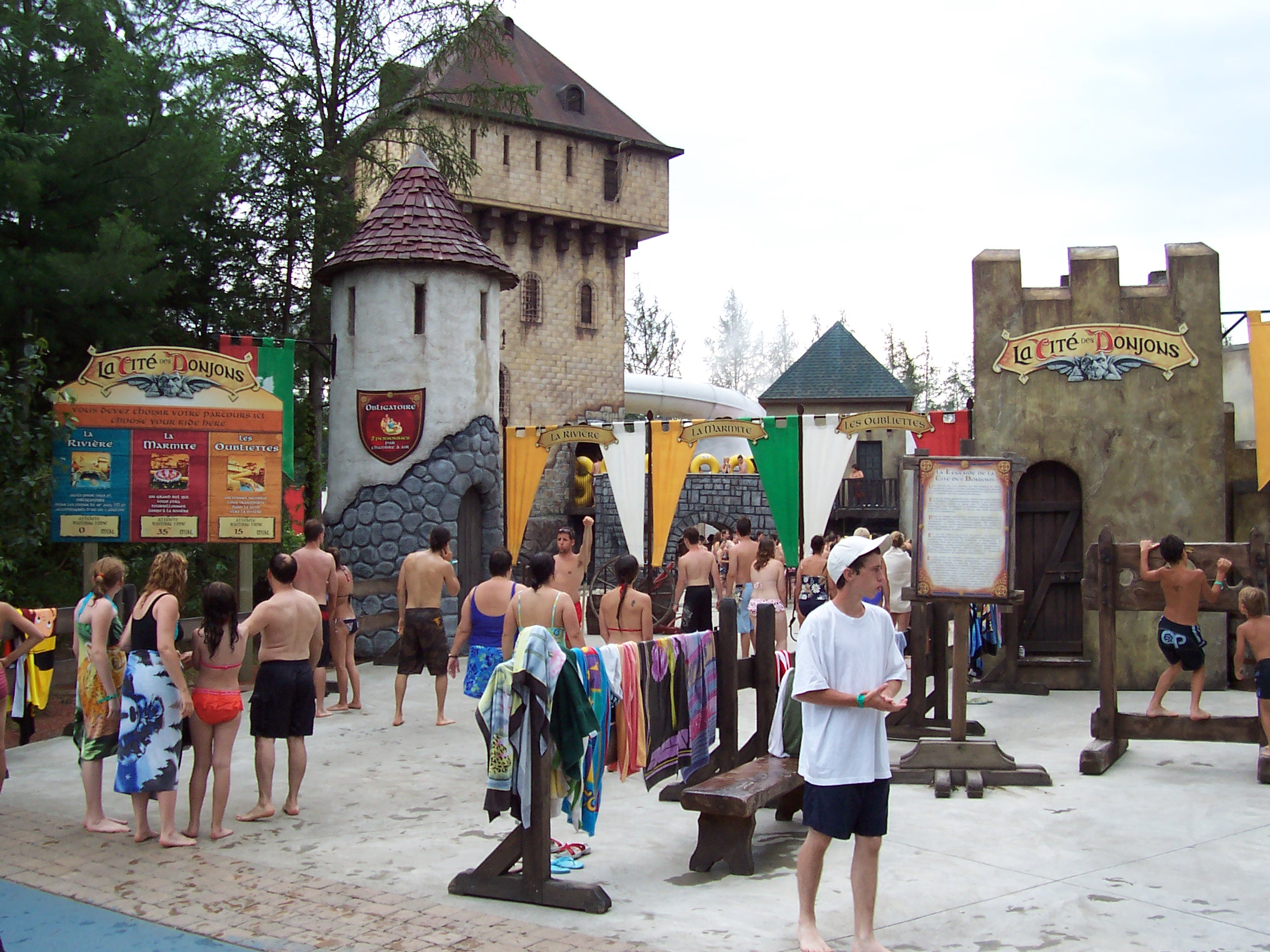
Entrée de la rivière d'aventure « La Cité des Donjons » (Été)

- La Cité des Donjons a été inaugurée à l'été 2004. Cette attraction sur le thème du Moyen Âge fantastique regroupe une rivière d'aventure sur chambre à air dont le départ est accessible soit directement, soit grâce à des glissades.
- L'une des premières attractions du parc en été, les Joyeuses Cascades sont une succession de courtes descentes et de bassins qui sont empruntées par les baigneurs sur des chambres à air individuelles.
- Introduites dans le parc aquatique à l'été 2003, les Rock'n Roll regroupe deux glissades de deux types différents. Dans les Rocks, le baigneur descend une glissade avec plusieurs courbes sur un tapis de styro-mousse. Dans les Rolls, après une descente rapide dans une glissade d'accélération, le baigneur effectuera plusieurs rotations dans un bol pour finir la course dans un bassin sous le bol.

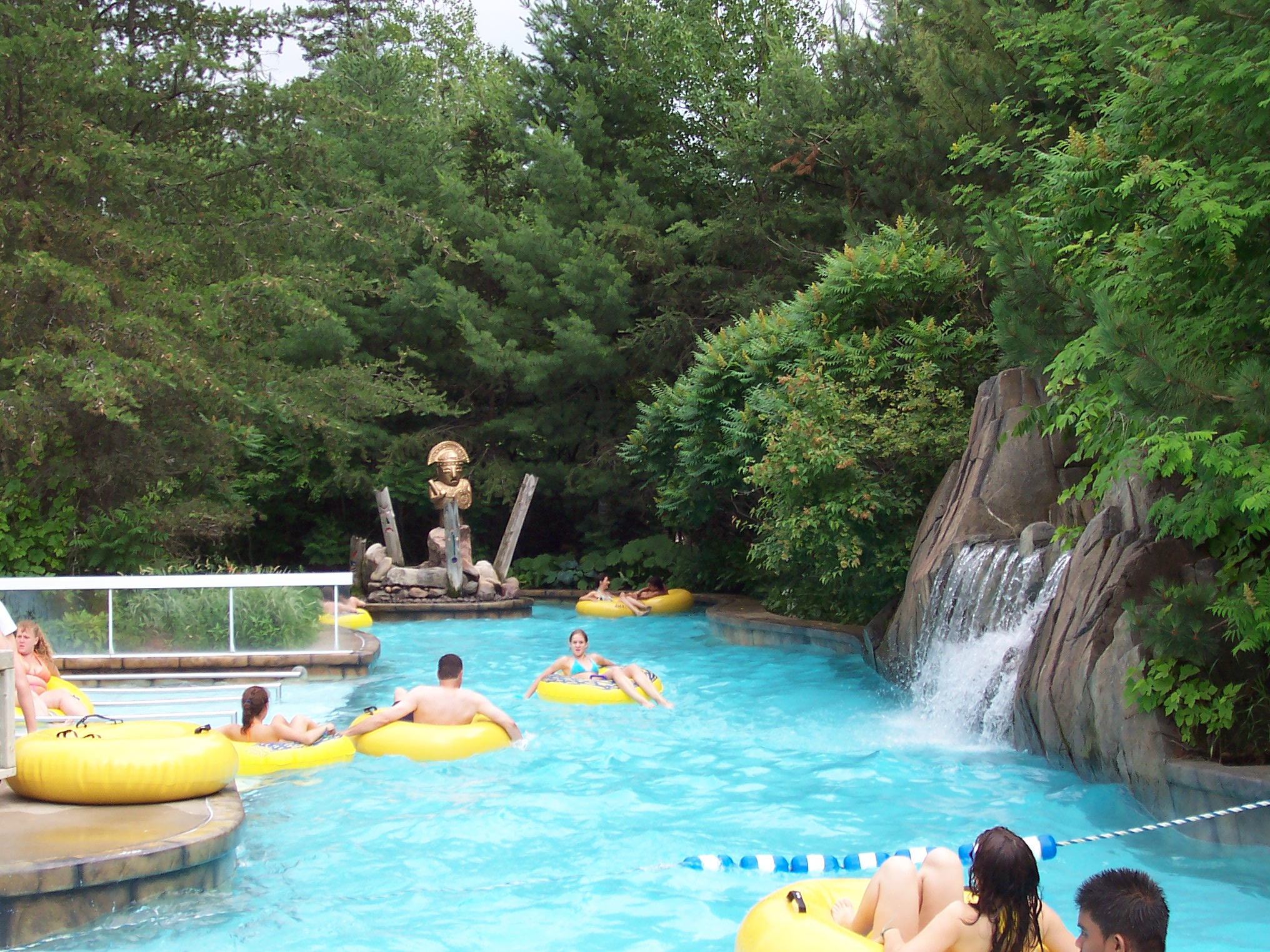
Départ de la rivière d'aventure L'Amazone (été)

- L'Amazone est une rivière d'aventure dont l'ambiance et le décor rappellent le climat tropical, et est d'une longueur de 0,5 km. Une partie de la rivière prend la forme d'un tunnel et se termine par une chute qui se déverse sur les baigneurs, comptant plusieurs zones de jets d'eau ou de remous tout au long du parcours. Chaque baigneurs peut la parcourir individuellement dans une chambre à air. Elle fut ouverte au public à l'été 1993.
- L'Everest comprend deux glissades avec une hauteur de 33,5 m et une inclinaison élevée permettant d'atteindre les 80 km/h. Il s'agit de la plus haute glissade d'accélération en Amérique. C'est la seule glissade du parc aquatique ouverte l'hiver, et les usagers peuvent l'affronter dans une chambre à air.
- Le Turbo 6 est une glissade permettant à six personnes de descendre en même temps. Après un passage à la noirceur dans un tunnel, les usagers sur un tapis de styro-mousse dévalent une pente constituée de deux bosses et finissent la descente sur un grand couloir. Le Turbo 6 fut ouvert au public à l'été 2011. Elle fut par la suite inaugurée par la GAP.

Parmi les autres attractions, on compte plusieurs autres glissades d'eau : les Vertigineuses, les Spirales, et les Chutes libres. Un petit lac artificiel permettait jusqu'à l'été 2012 la baignade et est le point d'arrivée de plusieurs glissades. Le lac disparaît ainsi que le Château-d'eau à l'été 2012 et sont remplacées par la nouvelle attraction Mirage. Semblable au Repaire des Pirates, celle-ci met en vedette un immense château de sable. D'autres activités sont offertes sur le site : circuit de karting extérieur, un golf miniature, de l'animation, des terrains de volley-ball de plage, etc.
Jusqu'en 2012, une piscine avec amphithéâtre était située près de la rivière Jacques-Cartier et on y offrait des spectacles de plongeon acrobatique. Des trampolines ont également été retirées en 2012. Un circuit de karting et un minigolf ont existé jusqu'en 2015, leur emplacement étant requis pour l'aqua-parc intérieur et l'hôtel.  

### En hiver

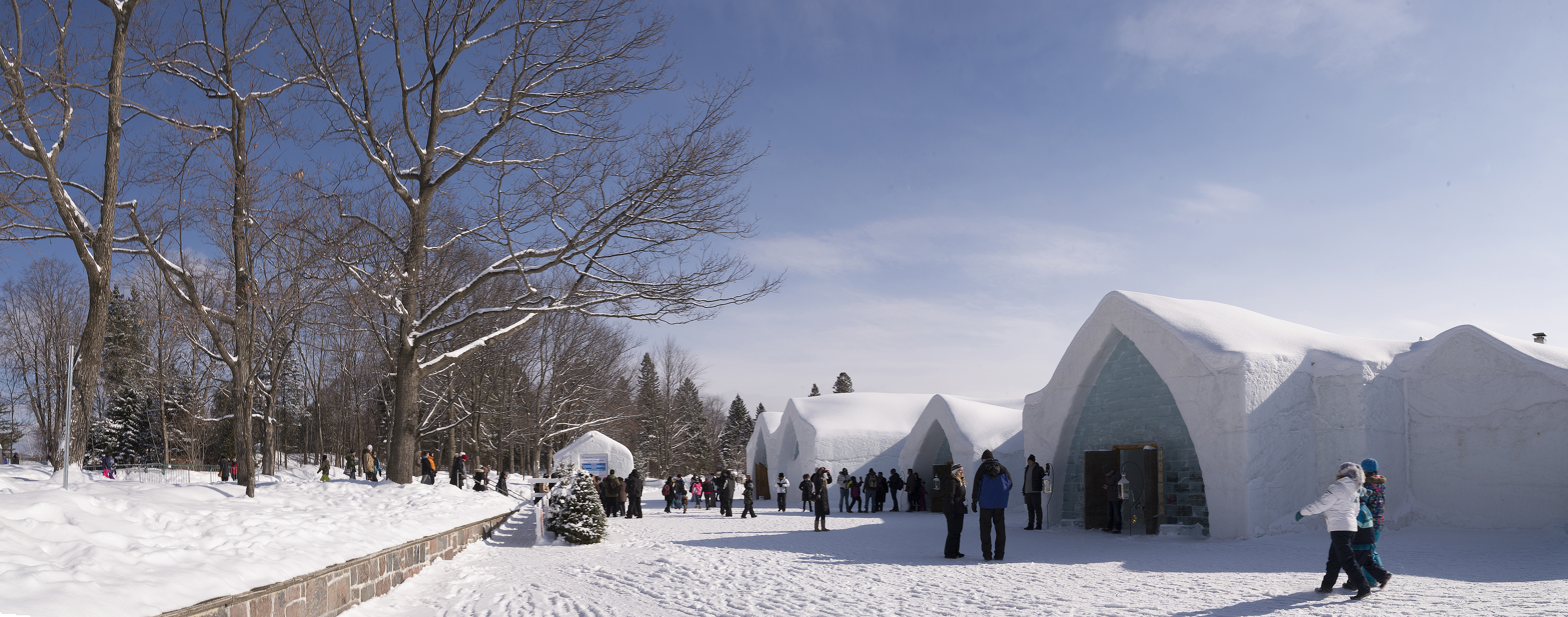
Hôtel de Glace dans la région de Québec

À l’hiver, le Village Vacances Valcartier devient le plus grand centre de jeux d’hiver en Amérique offrant plus de 35 pistes de glissades sur chambres à air, dont un secteur de glissades haute vitesse avec de longues pentes escarpées : l’Himalaya. La Tornade et le Rafting sur neige se déroulent sur le versant sud de l'escarpement du parc, surnommé « Mont Avalanche ». Dans la Tornade, 5 à 8 personnes tournoient jusqu'au bas des pentes dans une chambre à air géante.  À proximité, le rafting sur neige permet à jusqu'à 12 personnes de descendre une pente abrupte dans un bateau de rafting. L'Everest est également employé l'hiver et constitue la plus haute glissade d'accélération du genre en Amérique. Elle offre une dénivellation de 110 % sur une hauteur de 33,5 mètres. D'autres activités sont offertes en hiver: secteur de glissades sur chambre à air individuelle de l'Avalanche, sentiers de patinage d'une longueur de 1 km, karting sur glace.
En 2016, le complexe a fait l'acquisition de l'Hôtel de Glace et l'installera sur ses terrains à partir de l'hiver 2016-2017.
Depuis l'hiver 2016, les activités telles la baignade, les glissades d'eau ou encore le surf sur vague artificiel sont possibles sur le site à la suite de l'ouverture du complexe aquatique intérieur Bora Parc. 

### Autres activités
Situé à même le parc aquatique, le Camping Valcartier dispose de 600 terrains accessibles en tente, en tente-roulotte ainsi qu'en véhicule motorisé.
Depuis 1998, le village offre des excursions en rafting sur la rivière Jacques-Cartier, des descentes en luge d’eau et de l’aquabalade, une randonnée récréo-éducative en eau calme familiale et pour les groupes de jeunes. Il est également possible de louer des embarcations pneumatiques de 2 à 6 places pour une descente autoguidée dans la vallée de la Jacques-Cartier.

## Galerie d’images

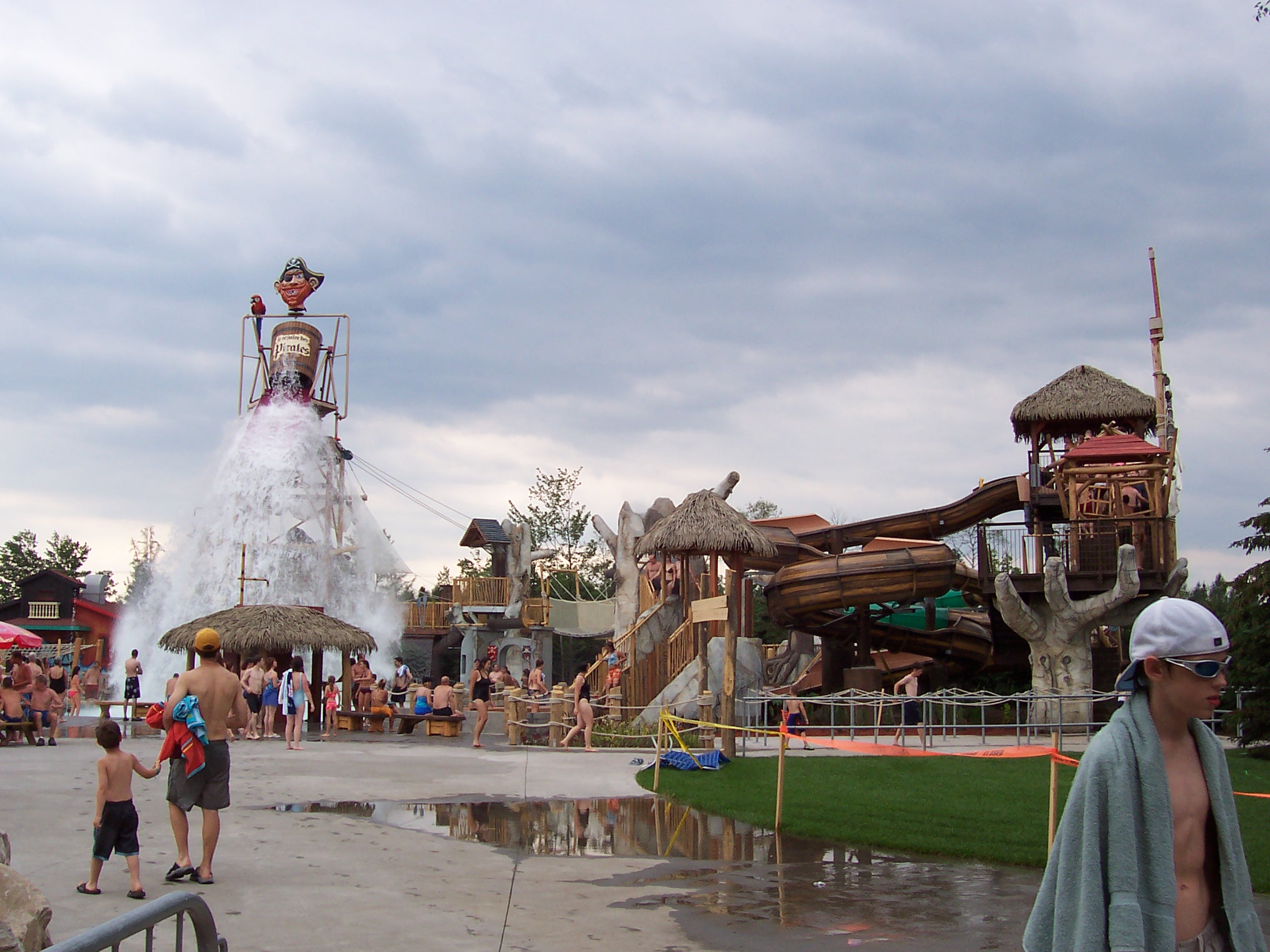
Une partie du Repaire des Pirates (été)
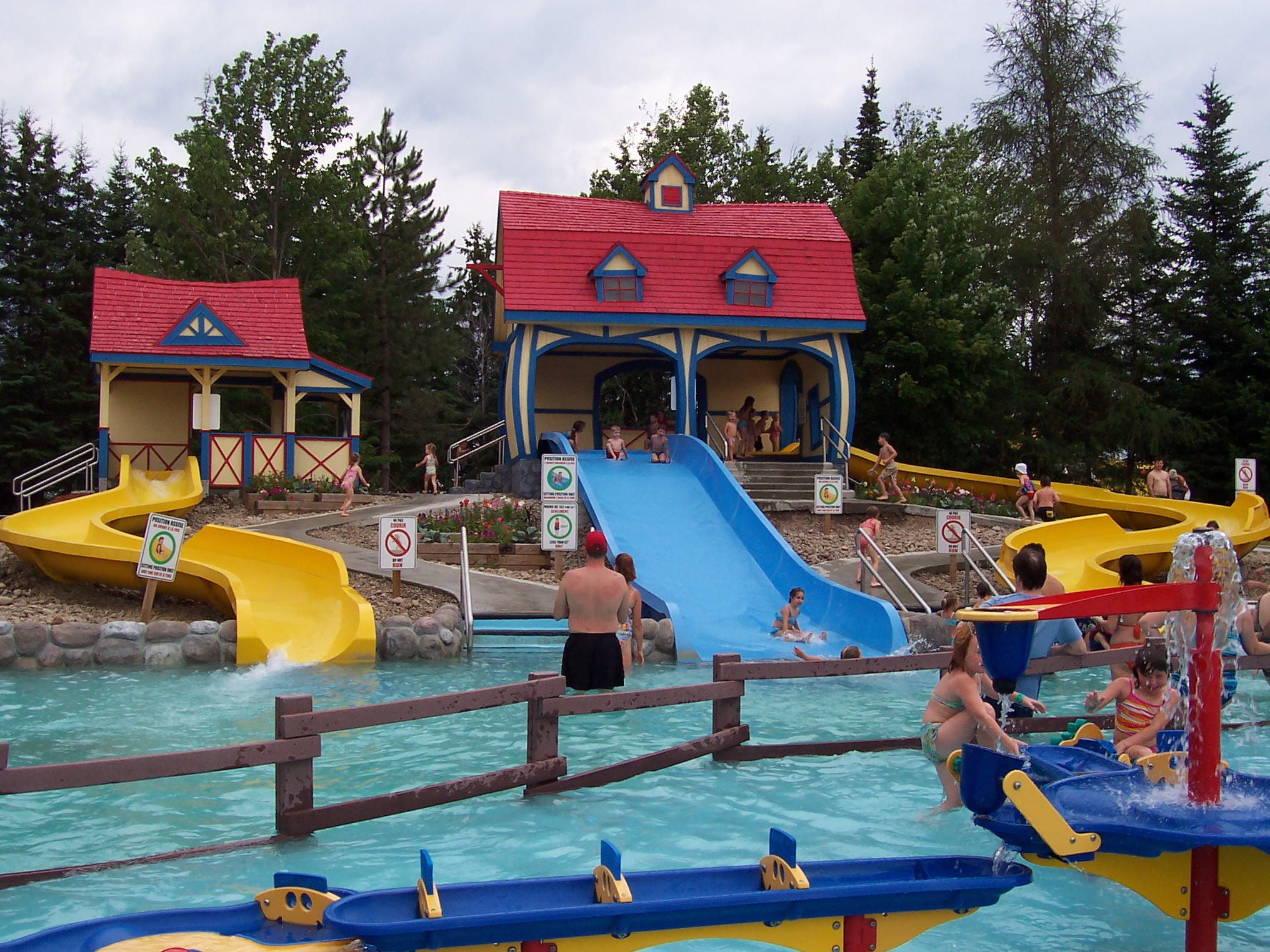
Glissades à la ferme Cocorico (été)
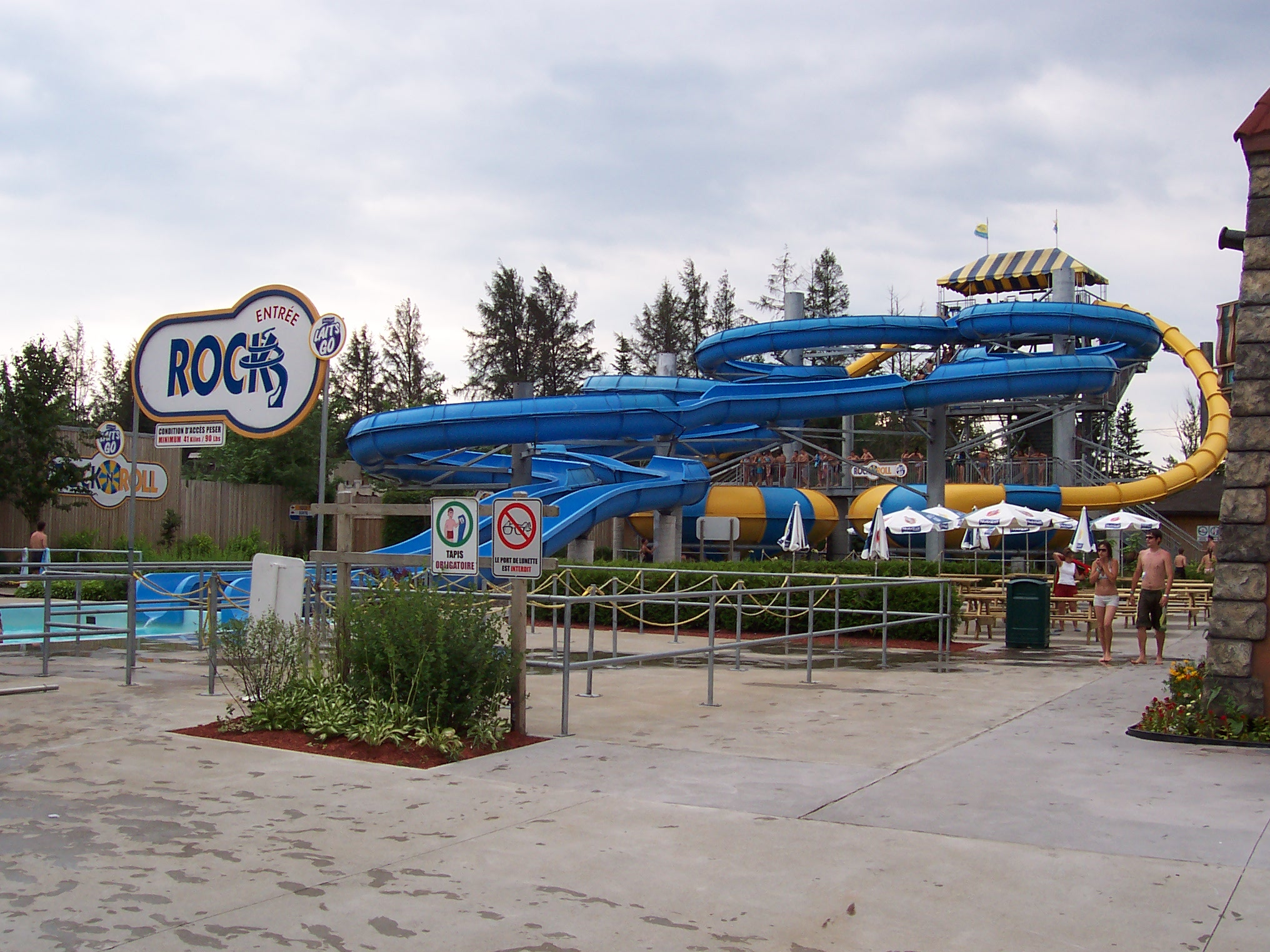
Les glissades Rock & Roll (été)
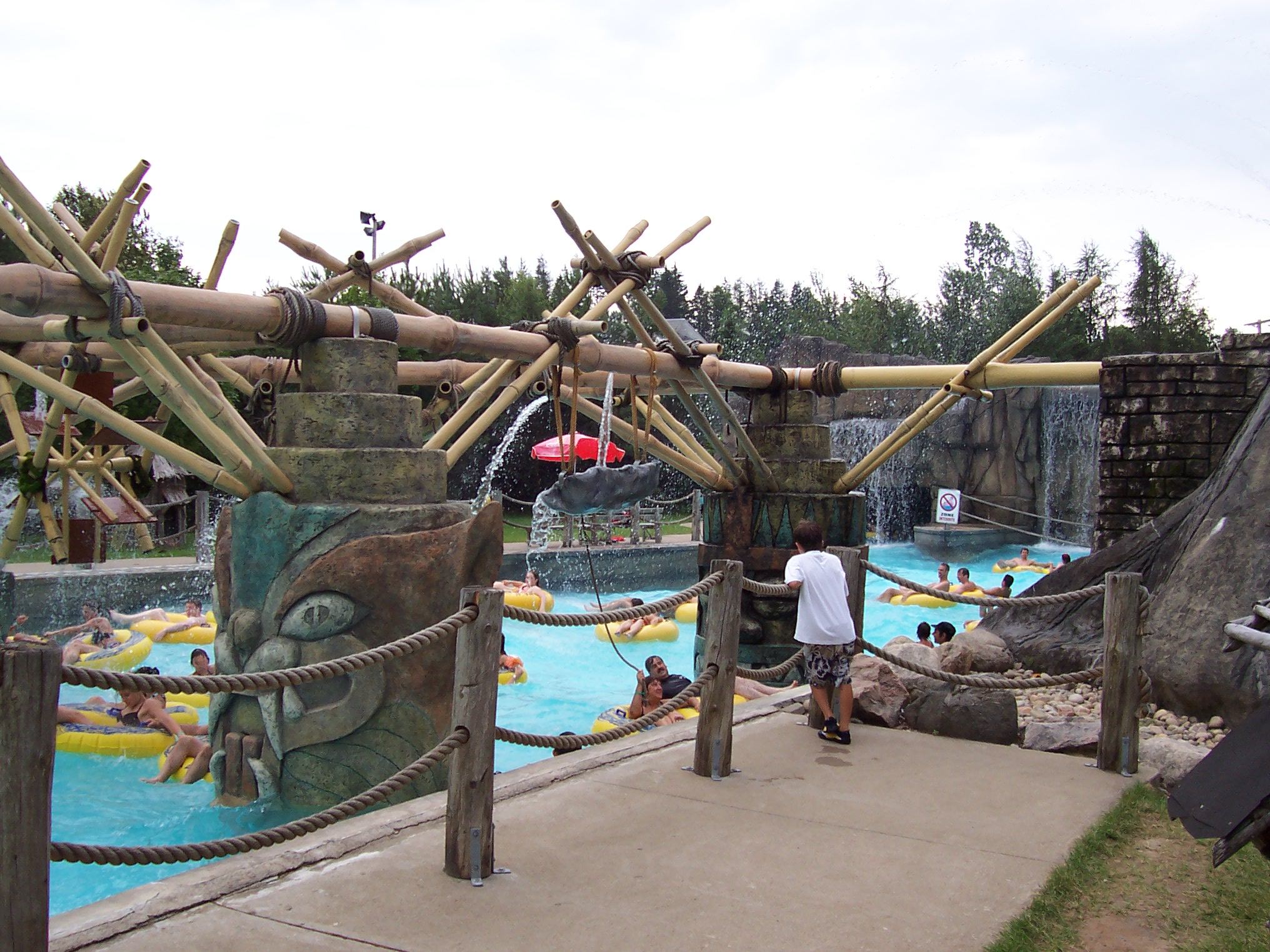
Une section de la rivière d'aventure « L'Amazone » (Été)

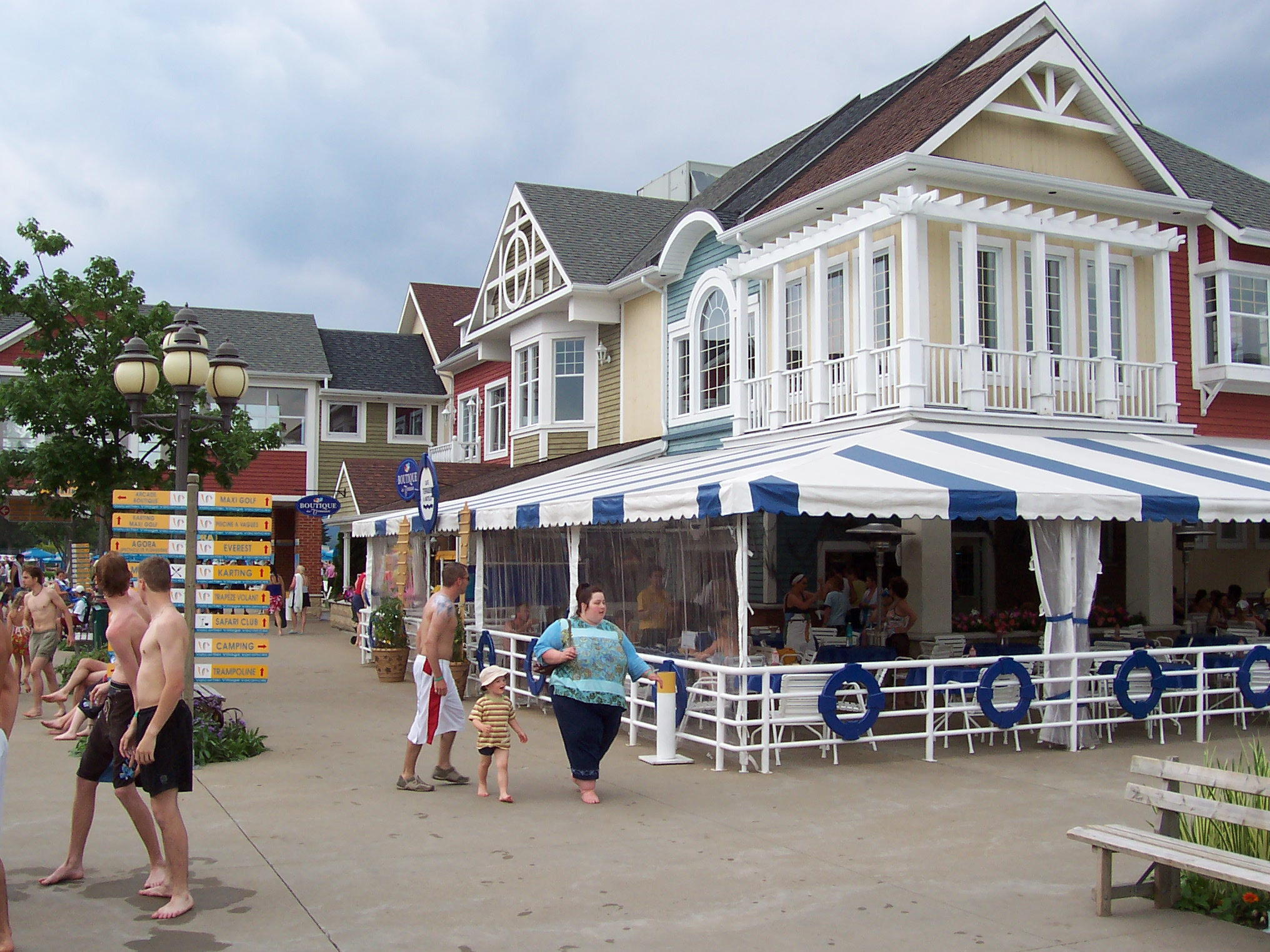
Restaurants et boutiques (été)
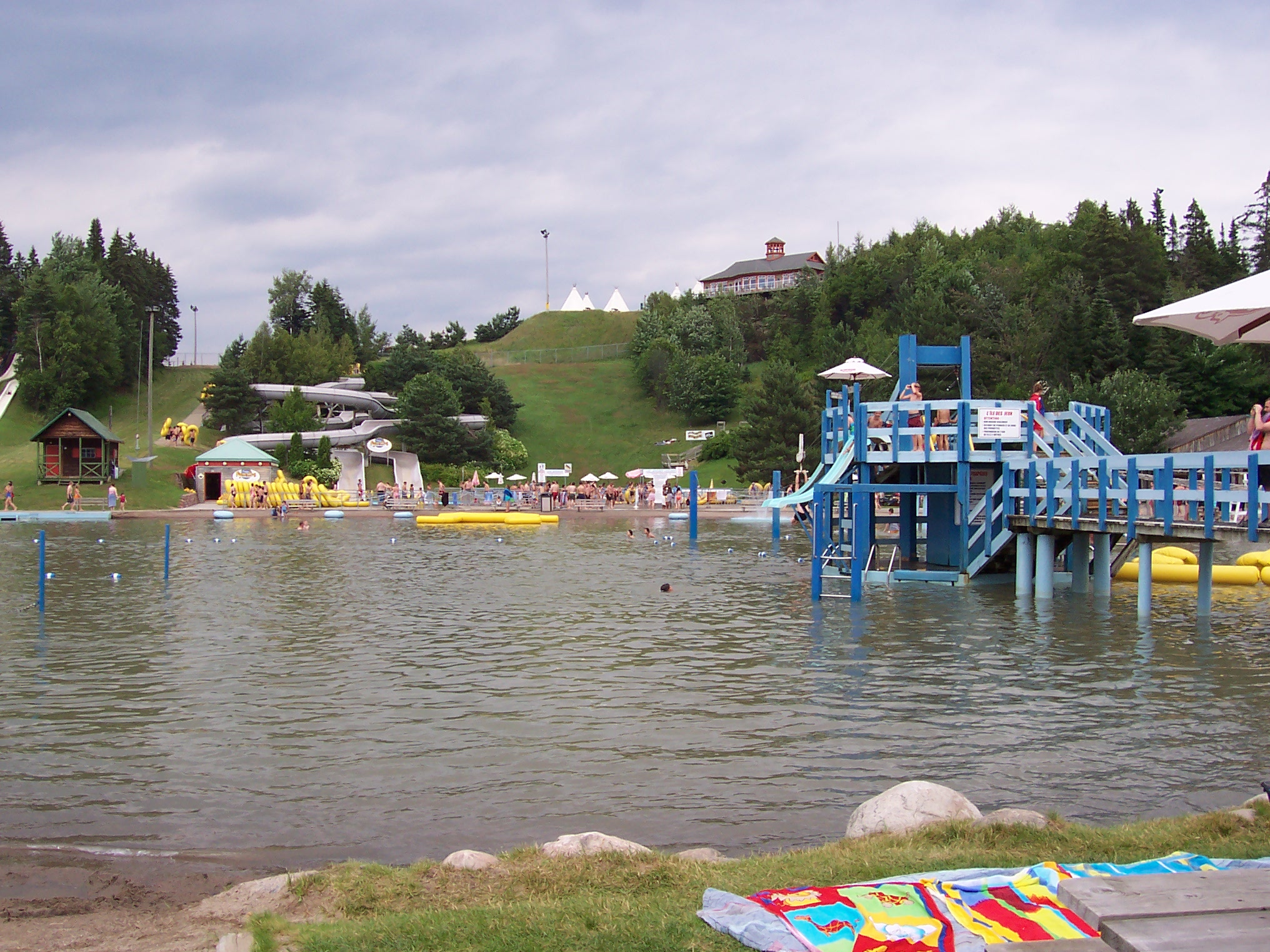
Lac artificiel (remplacées par mirage en 2012)
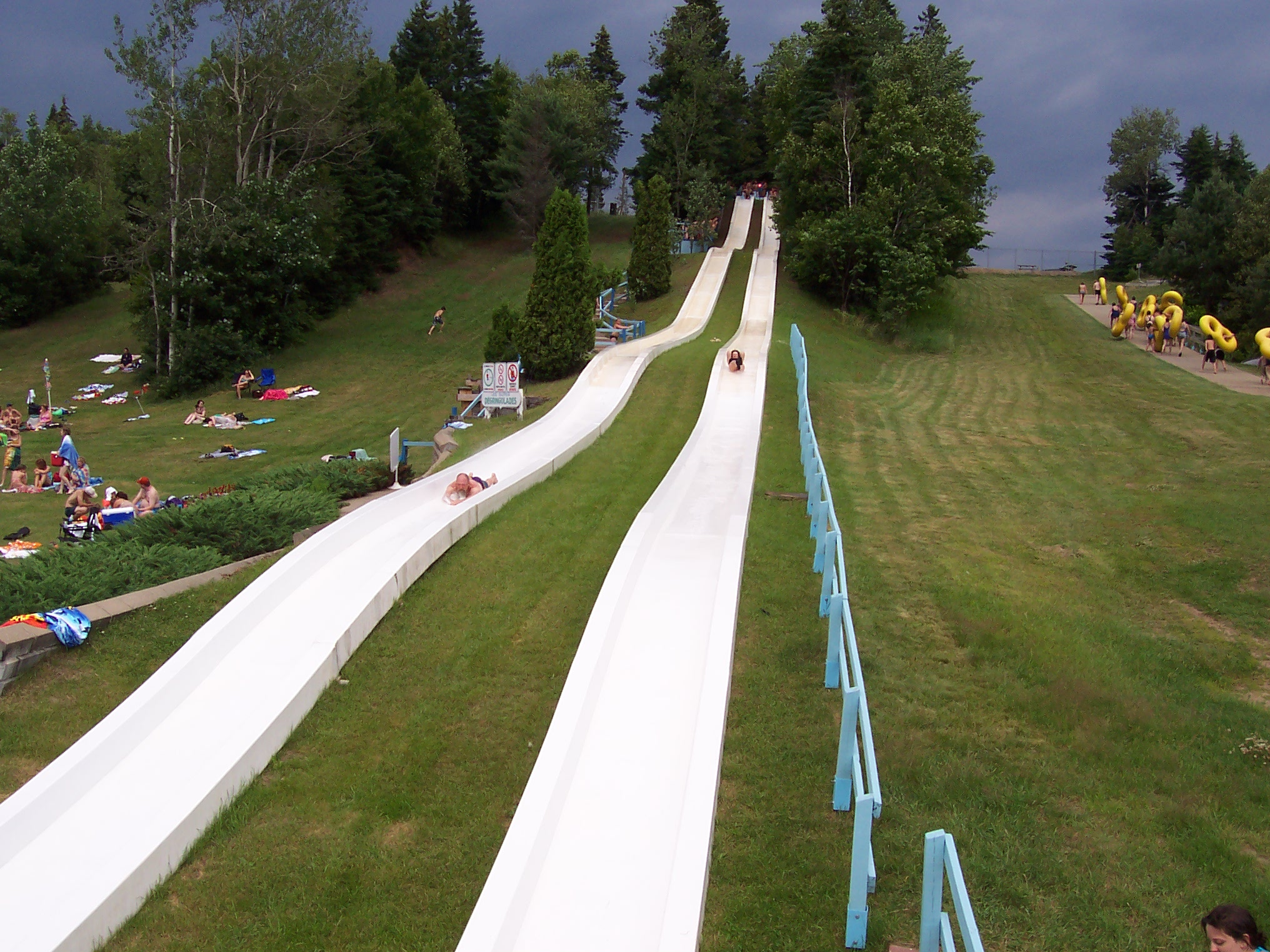
Les dégringolades (remplacées par turbo 6 en 2011)
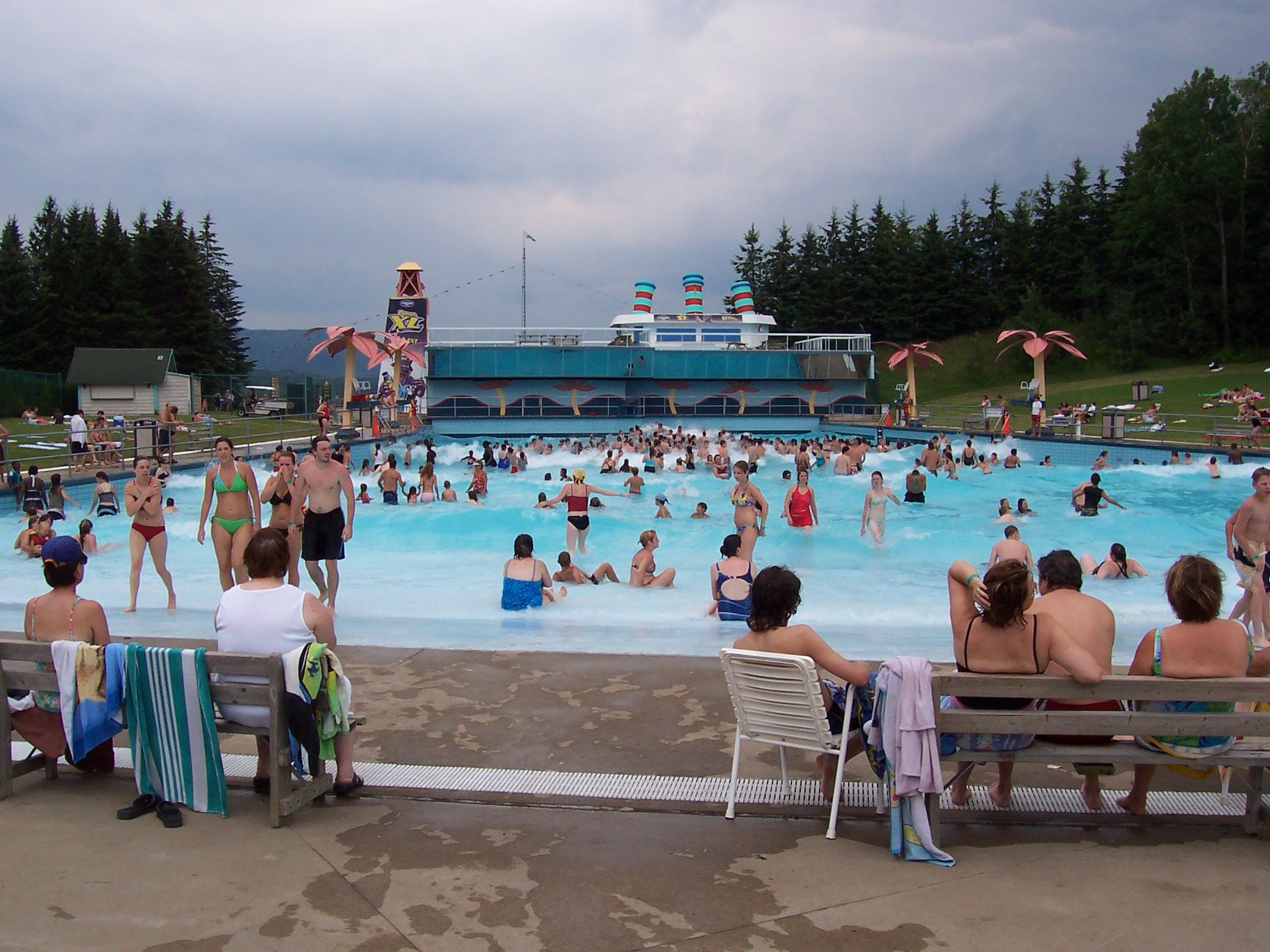
Piscine à vague (été)